# Shakuhachi

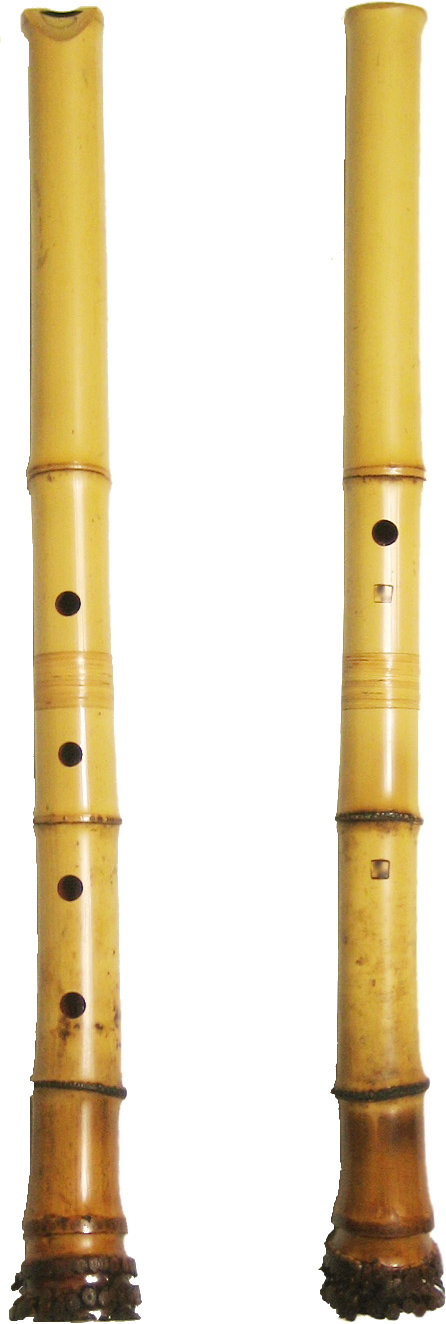
Vistes de la flauta Shakuhachi mostrant els seus cinc forats.

El shakuhachi (尺八 [しゃくはち]) nom que prové d'ishaku hasun (1 shaku 8 sun, en referència a la mesura 1,8 de l'antiga unitat de longitud shaku) és una flauta japonesa construïda de bambú, tocada en vertical (com una flauta dolça, malgrat que aquest no es posa dins la boca). Aquesta unitat de mesura, el shaku, equival a 30,3 cm i 1 sun una dècima part), el número així indica una longitud que correspon a 54,5 centímetres, però el nom que aplica com a tal als instruments amb diferents longituds, que poden variar entre 1,4 i 3,7 shaku (des de 40 centímetres fins més d'un metre de llargada aproximadament). Com més llarg és el shakuhachi, més greu és el so.
Malgrat que amb els cinc forats per a digitar es produeix una escala pentatònica menor, l'intèrpret és capaç de produir tots els sons d'una escala XXXX (i encara intervals microtonals) mitjançant cobertures parcials, canvis en l'embocadura i modificacions en la distància entre els seus llavis i l'extrem superior de l'instrument (utaguchi), tècniques anomenades meri i kari (depenent del cas).
El shakuhachi permet un rang de dues octaves completes (la més greu es diu otsu i la més aguda kan) i una tercera octava incompleta (dai-kan). Les diferents octaves s'aconsegueixen mitjançant subtils variacions en l'emissió d'aire i l'embocadura.

## Història

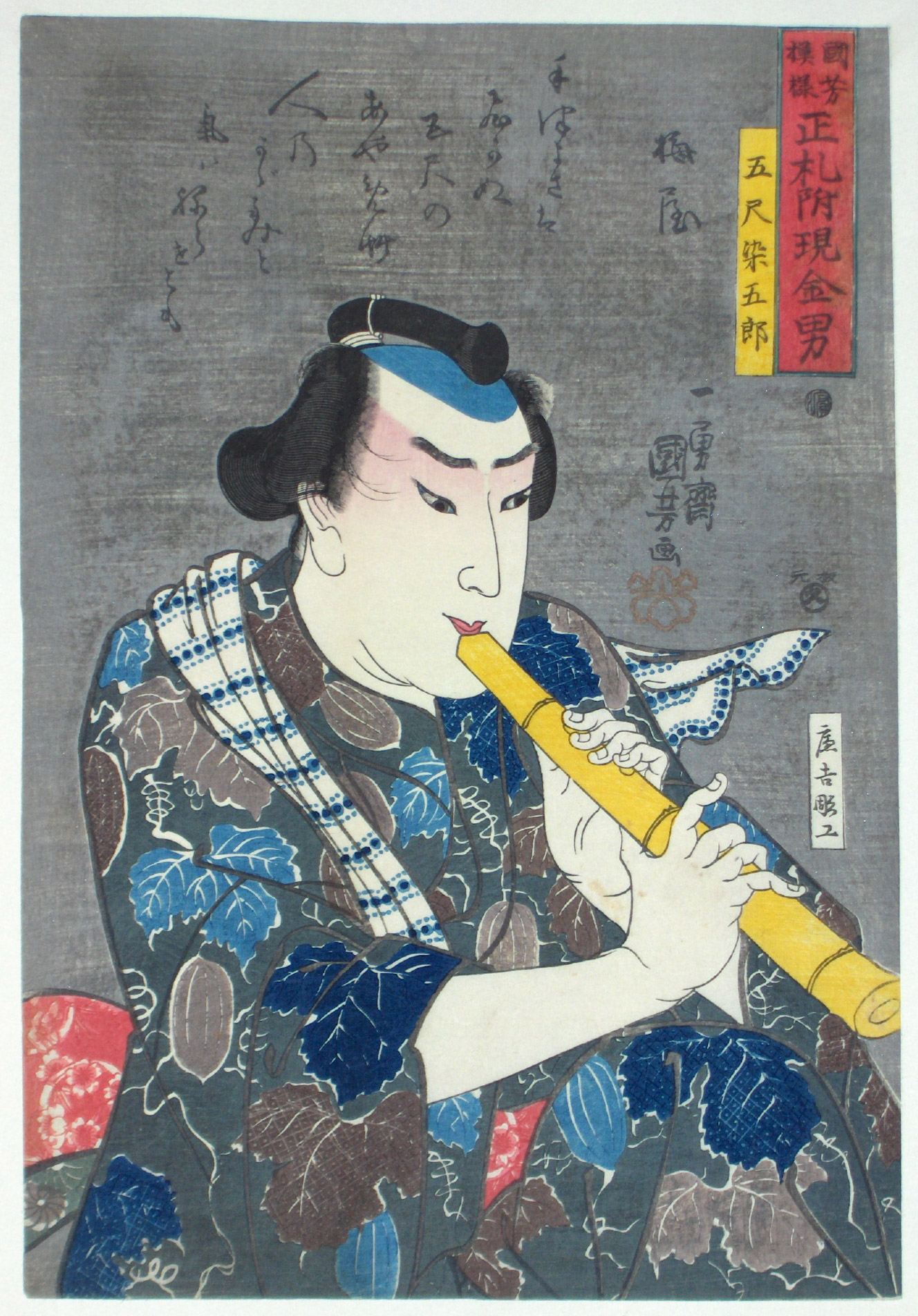
Intèrpret de shakuhachi

Entre els possibles ancestres del shakuhachi modern, figura el del període Nara-Heian, conegut com a "gagaku shakuhachi", que va ser introduït de la Xina i Corea, juntament amb altres instruments entre els segles V i VII, per a la pràctica del gagaku i exclòs d'aquesta pràctica, igual que altres, cap al s. IX. La forma d'aquest shakuhachi era significativament diferent de l'actual, essent més prim, allargat i amb 6 orificis en comptes dels 5 actuals, com es pot observar en instruments conservats i en il·lustracions de l'època. Després de la seva exclusió del gagaku, no es parla de l'instrument durant segles, fins a reaparèixer cap al segle xv o XVI.
Un altre possible origen assenyala el hitoyogiri. Aquesta flauta hauria sorgit al Japó durant el període Ashikaga, no té un equivalent a la Xina i, atès que manté similituds amb algunes formes del sud-est asiàtic, podria haver arribat al Japó sense travessar la Xina. Com el shakuhachi actual, té 5 orificis (mentre que les flautes xineses en tenen 6). Malgrat que no inclou les arrels a la part inferior de l'instrument, el hitoyogiri era l'instrument usat en l'era Tokugawa per un grup de monjos coneguts com a komusō i que poden haver estat els precursors dels monjos komusō, que van desenvolupar el shakuhachi modern.
Una darrera possibilitat planteja que el hitoyogiri esdevindria la reaparició del shakuhachi del gagaku i que aquest hauria donat pas al shakuhachi dels komusō i finalment al model modern.